# Michael Adams (pilota)
Michael James Adams (Sacramento, 5 maggio 1930 – 15 novembre 1967) è stato un aviatore e astronauta statunitense; fu uno dei piloti che testarono l'aereo sperimentale X-15.
Fece parte del primo gruppo di astronauti scelti a novembre del 1965 dall'aeronautica militare americana - U.S. Air Force - per il programma del Manned Orbiting Laboratory (MOL), fra l'altro mai realizzato nella forma prevista.
Il 15 novembre 1967 partì per un volo sperimentale durante il quale lasciò l'atmosfera terrestre e pertanto venne considerato il ventisettesimo astronauta statunitense.
L'aereo però iniziò a slittare (fatto assolutamente normale o per lo meno poco atipico avendo lasciato l'atmosfera terrestre) lateralmente e pertanto iniziò a dondolare notevolmente una volta superata la fase di rientro in atmosfera. Grazie alla stabilità del X-15 nonché dell'abilità del pilota, Adams fu comunque in grado di stabilizzare l'aereo. Il sistema automatico di controllo di volo comunque non era in grado di mantenere il velivolo in una posizione stabile. Infatti tutti gli strumenti di bordo indicavano una caduta dell'aereo con prevedibile violento impatto. Lo X-15 si mosse nuovamente in un volo laterale e si frantumò in un'infinità di pezzi a causa della densità dell'atmosfera presente a tale altezza, che aveva sottoposto l'aereo ad una pressione eccessiva. Michael Adams venne trovato e recuperato morto ancora agganciato alla sua sedia di pilotaggio.
Al tempo della sua morte, Adams aveva accumulato 4.574 ore di volo. Aveva pilotato una grande varietà di velivoli che includeva il T-6, F-80, F-84F, F-86, F-101, F-104, F-106, F-5, YAT-28, T-33 e il T-38.